# Принцевка
Принцевка — село в Валуйском районе Белгородской области России, административный центр Принцевского сельского поселения. Одноимённая ж/д-станция.

## География
Село расположено в юго-восточной части Белгородской области, на левом берегу реки Оскола, выше по руслу (в 10,6 км по прямой к северо-западу) от районного центра, города Валуек.

## История
Начало села Принцевка было положено племянником Екатерины I графом Иваном Симоновичем Гендриковым, которому в 40-х годах XVIII века императрица Елизавета Петровна подарила имение в долине Среднего Поосколья, где вскоре и было основано село Принцевка.
Архивный документ 1766 года сообщает о «разгроме крестьянами слобод Новомихайловка и Принцевка валуйского имения графа Гендрикова».
В 1859 году — Валуйского уезда «слобода владельческая Принцовка при безыменном ручье» «по левую сторону большого проселочного тракта от города Валуек на город Харьков». В 1900 году — Валуйского уезда Погромской волости деревня Принцевка при реке Осколе, 344 десятины земли, общественное здание, 2 мелочные и винная лавки.

Документ 1905 года даёт следующую зарисовку Принцевки:
«...деревня при железнодорожной станции того же имени. Население выделывает сита и решета, 5 пасек с 60 ульями. Принцевка - станция железной доророги Елец-Валуйской линии, к ней тяготеют Погромская волость Валуйского уезда и Хмелевская Бирюченского уезда. Всего 22 поселения с 17 тысячами жителей, в районе промышленные заведения: маслобойные заводы, кожевенные заводы и лесные склады. Грузооборот станции в 1911 году выражался 554,4 тысячами пудами, на долю хлебных приходилось 78,5 тысяч пудов, бондарных и прочих деревянных изделий 221 тысяч, кора древесная для дубления 9 тысяч пудов, масло 18 тысяч пудов, овощи 10 тысяч пудов. Пассажиров отправлялось со станции в 1911 году 12.795 человек, а прибыло 10.326 человек».
С июля 1928 года село Принцевка в Валуйском районе — центр Принцевского сельсовета: села Пески, собственно Принцевка и Пузино, деревни Заморенова, Кочкино, Овчинниково, Терехово, Углово и Хохлово, станция Принцевка.
В период коллективизации в Принцевке было создано три колхоза: «Боевик», «Красный пахарь» и «Красная заря».
В 1958 году в Принцевском сельсовете — село Пески и 8 деревень, в том числе сама Принцевка, в начале 1970-х годов — 6 сел: Кочкино, Овчинниково, собственно Принцевка, Терехово, Углово и Хохлово.
В 1997 году село Принцевка в Валуйском районе — центр Принцевского сельского округа: села Овчинниково, собственно Принцевка, Терехово, Углово и Хохлово.
В 2010 году село Принцевка — центр Принцевского сельского поселения (5 сел) Валуйского района.

## Население
В 1859 году в слободе Принцовке насчитано 39 дворов, 411 жителей (207 мужчин, 204 женщины).
В 1900 году в деревне Принцевке учтено 76 дворов, 481 житель (236 мужчин, 245 женщин); в 1905 году — дворов 73 с 610 жителями.
На 1 января 1932 года в селе Принцевке — 803 жителя.
По данным переписей населения в селе Принцевке на 17 января 1979 года — 1235 жителей, на 12 января 1989 года — 1112 (492 мужчины, 620 женщин), на 1 января 1994 года — 1126 жителей и 448 хозяйств; в 1997 году — 455 дворов, 1177 жителей; в 1999 году — 1174 жителя; в 2001 году — 1152.
| 1859 | 2002  | 2010  |
| ---- | ----- | ----- |
| 411  | ↗1066 | ↘1031 |

## Инфраструктура
В начале 1990-х годов село Принцевка оставалось центром колхоза им. Ленина (в 1992 году 481 колхозник), занятого растениеводством и животноводством; продолжал функционировать и плодопитомник «Принцевский» (яблони, груши, абрикосы). Принцевская сельская библиотека была организована в 1955 году, вскоре в ее фонде было почти 3 тысячи книг; к 1993 году их число выросло до 11935.
По состоянию на 1995 год в Принцевке — АОЗТ им. Ленина, плодопитомник, медпункт, Дом культуры.

## Интересные факты
- В документах 1932 года такая строчка: «в Принцевском сельсовете каждая семья выписала газеты».
- В Принцевской средней школе конца XX века активно работали юные краеведы под руководством учителя истории Л.Г. Карабутова[3].

## Прославленные уроженцы
- В.М. Дикарёв — участник Великой Отечественной войны, Герой Советского Союза (1945).